# Pseudingolfiella soyeri
Pseudingolfiella soyeri is een vlokreeftensoort. De wetenschappelijke naam van de soort is voor het eerst geldig gepubliceerd in 1977 door Coineau.